# Космос-998
Космос-998 је један од преко 2400 совјетских вјештачких сателита лансираних у оквиру програма Космос.
Космос-998 је лансиран са космодрома Тјуратам, Бајконур, СССР, 30. марта 1978. Ракета-носач Протон је поставила сателит у орбиту око планете Земље. Маса сателита при лансирању је износила 7000 килограма. Космос-998 је био војни сателит.